# Črni grad (Neudenstein)
Črni grad (nemško Schloss Neudenstein) stoji na skalnatem stožcu, dandanes nad severno obalo dravskega  jeza Velikovec v občini Velikovec na avstrijskem Koroškem  v Podjuni oz. natančneje v Velikovškem hribovju. Slovensko ime se nanaša na temne stene, ki označujejo grad.

## Zgodovina
Grad je bil zgrajen leta 1329 pod vodstvom Konrada Aufensteinskega. Iz tega obdobja so še vedno ohranjeni zidovi južnega in vzhodnega krila. Zaradi upora, v katerem so sodelovali tudi Auffensteini, je grad leta 1368 pripadel Koroškim vojvodom, ki so ga nato dali v last zaporednim pristašem, med njimi gospodi v Sokovi (Himmelberg), gospodi Herren von Graben, Plumegger,  Windischgrätz, Kemetter in Manndorff [].  V 16. stoletju je bila verjetno pod vodstvom Uršule Plumegger izvedena preureditev in dozidava. V drugi polovici 17. stoletja je bil grad še dodatno preurejen v času rodbine Kemeter. V začetku 20. stoletja je tu živel koroški krajinski slikar Gilbert von Canal in nekatera njegova dela so še danes na ogled v gradu. Družina Comelli-Stuckenfeld je posestvo kupila leta 1970.

## Opis stavbe
Današnji grad se dviga nad nepravilnim, razgibanim tlorisom. Notranje dvorišče zapirajo različno visoka krila. Južni portal z okroglim obokom nosi grb barona Johanna Karla Kemetra in njegove žene baronice von Pranckh z napisnim kamnom iz leta 1675. Nad obokom na dvoriščni strani sta vidna datuma 1329 in 1673. Na treh straneh dvorišča v prvem in drugem nadstropju so stebriščne arkade iz 16. stoletja.

## Notranja oprema
V prvem nadstropju južnega krila je strop osrednje sobe okrašen s štukaturami iz poznega 17. stoletja. Na njih so upodobljene glave puttov s cvetnimi girlandami. Stena je okrašena z doprsnimi kipi rimskih cesarjev s konca 17. stoletja, ki verjetno simbolizirajo tri dobe človeka, ter s poslikanim cvetjem, girlandami in medaljoni. V isti sobi visita dve platni, ki ju je leta 1682 ali 1687 naslikal Antonio Biepo in prikazujeta padec Ikara in padec Faetona s sončnega voza.
Vzhodna lovska soba ima kasetiran strop in bidermajersko peč, druga bidermajerska peč z akantovim okrasom pa je v zahodni sobi.
V osrednji sobi v drugem nadstropju so na štukaturnih ploščah upodobljeni putti s štirimi letnimi časi. Slike na platnu, ki jih je naslikal Antonio Biepo, prikazujejo Orfeja v podzemlju, putti s štirimi elementi in Eneja z Ankizo, ki bežita iz goreče Troje.

## Grajska kapela
Grajska kapela s štrlečo apsido se nahaja v drugem nadstropju vzhodnega krila. Prostor z ravnim stropom ima na vzhodni steni ogivalno odprtino v poligonalno apsido. V obloku so ostanki gotske stenske poslikave. Na levi strani so upodobljeni simboli evangelistov in dva svetnika. Na desni je fragment oznanjenja iz 14. stoletja, nad katerim je apostol Andrej iz druge polovice 15. stoletja. Na levi steni apside so upodobljeni Deesis, Kristusova žalostinka in donatorska družina iz druge polovice 15. stoletja. Slikanica na steklu je bila izdelana na Tirolskem v 20. stoletju.
Stolpičast oltar s stranskimi ploščami nad podstavkom in peskanim segmentnim frontonom s preprostim trikotnim okvirjem kot nastavkom je iz tretje četrtine 17. stoletja. Na oltarju so upodobljene svetnice Katarina, Uršula in Barbara, na osrednjem delu pa Sveta družina. Golob Svetega Duha je zaključek oltarja. Sveta Uršula je upodobljena na poslikanem antependiju, ki je nastal okoli leta 1700. Lavice so bile sestavljene iz delov omare iz leta 1695.